# Belgische vlagzalm
De Belgische vlagzalm (Hyphessobrycon heterorhabdus) is een soort van de karperzalmen.
De soort komt voor in Brazilië en Bolivia. De lengte van de vis bedraagt maximaal ongeveer 4,5 centimeter. Boeseman meldde in 1952 dat de soort ook in Suriname zou voorkomen, maar later onderzoek heeft getoond dat de in Suriname aangetroffen vis waarschijnlijk een andere, nauw verwante soort Hyphessobrycon betreft. Er wordt algemeen erkend dat de taxonomie van de vele soorten van het genus Hyphessobrycon problematisch is en dat het waarschijnlijk niet om een monofyletische groep gaat. Dit geldt ook voor de vissen van de H. heterorhabdus-groep. Een studie van deze vissen in Venezuela (onder andere met morfometrie en hoofdcomponentenanalyse) leverde een vijftal geldige soorten op: H. diancistrus, H. sovichthys,  H. fernandezi, en twee nieuwe soorten H. paucilepis en H. tuyensis. De vis is waarschijnlijk beperkt tot plaatsen ten zuiden en ten westen van Belém en de stromen van de oostelijke staten van Pará en Maranhão van Brazilië. Eerdere berichten dat de soort ook in het zuiden van Colombia gevonden wordt zijn waarschijnlijk onjuist.
De vis wordt vrijwel uitsluitend in een habitat van de Amazone aangetroffen dat als igarapés bekend staat. Dit bestaat uit kleine riviertjes overschaduwd door oevervegetatie met helder water over een zanderige of modderige bodem met veel boomwortels en gevallen takken en bladeren. Er zijn gewoonlijk weinig waterplanten. Het is waarschijnlijk een omnivoor die wat kleine kreeftjes, andere ongewervelden, algen en gevallen fruit leeft.
De vis is sinds lange tijd een geliefde, vreedzame aquariumvis. Het is een scholenvis die het goed doet met andere tetra's.

## Naam
De Nederlandse naam van de vis is afgeleid van het feit dat de kleuren die hij draagt, lijken op die van de Belgische vlag. Het is dus niet een vlagzalm die in België voorkomt. Volgens de spellingsregels van de Taalunie zou de naam dan eigenlijk Belgischevlagzalm moeten zijn, maar in de aquaristiek in het Nederlands taalgebied is de spelling Belgische vlagzalm ingeburgerd.